# 葉月みこ
葉月 みこ（はづき みこ、8月22日 - ）は、日本の作詞家。主に5pb.からリリースされる楽曲の作詞を手掛けている。

## 主な作品
順序不同。

### この青空に約束を―関連楽曲
- 六条宮穂（中田順子） - オレンジの空
- 三田村茜（名塚佳織） - 星のとなりに
- 桐島沙衣里（MARIO） - 眠りの森の課外授業

### プリズム・アーク関連楽曲
- フィーリア（桃井はるこ） - 月夜のMelody
- ブリジット（阿澄佳奈） - Happy Road
- ルーア（門脇舞以） - 勇気の宝石

### 世界でいちばんNGな恋関連楽曲
- 陽坂美都子（夏野こおり） - 咲きほこる恋の花
- 香野麻実（一色ヒカル） - ふたりでいたくて

### かのこん関連楽曲
- 犹守望（竹内美優） - アイのカタチ
- 神邨白音（榊原ゆい） - 七夜月
- 小山田耕太（能登麻美子） - 僕の恋人
- 小山田耕太、源ちずる、犹守望（能登麻美子、川澄綾子、竹内美優） - 恋のミラクル☆サマーバケーション
- 榊原ゆい - 恋の炎
- 榊原ゆい - Sweet Time
- 榊原ゆい - 永遠の恋
- 榊原ゆい - 夏の祈り
- 宮崎羽衣 - ルピナス～幸せの風～

### 放課後は白銀の調べ関連楽曲
- 和泉悠斗（柿原徹也）- SILVER GRAY
- 葛葉漣（宮田幸季） - Rose

### 11eyes関連楽曲
- 広原雪子（みる） - Sweet my Lover
- 橘菊理（松田理沙） - 想いのすべて

### CHAOS;HEAD関連楽曲
- 西條七海（宮崎羽衣） - Love Power
- 岸本あやせ（榊原ゆい） - 心の闇を切り裂いて
- 星来オルジェル（友永朱音） - フォーチュン☆LOVEナイト
- いとうかなこ - この空の彼方に
- いとうかなこ - 果てしない蒼空へ
- ファンタズム（榊原ゆい） - 祈りのヴィオレット
- ファンタズム（榊原ゆい） - 翡翠のカヴィリエーレ

### STEINS;GATE関連楽曲
- 椎名まゆり（花澤香菜） - 優しい夕暮れ
- 漆原るか（小林ゆう） - 儚い記憶のかけら
- 阿万音鈴羽（田村ゆかり） - 虹色の光りの中で
- 岡部倫太郎、橋田至（宮野真守、関智一） - ラボメン☆スピリッツ
- ファンタズム（榊原ゆい） - プレギエーラの月夜に
- ファンタズム（榊原ゆい） - EUPHORIA～償いのレクイエム～

### ROBOTICS;NOTES関連楽曲
- いとうかなこ - キズナの結晶
- ファンタズム（榊原ゆい） - 群青ヴァレンシア

### その他の楽曲
- 西田エリ - 夢がかなうように
- ビーチバレーガールズ - Dream Forever
- 柚木かなめ - Snow Jewelry（PCゲームソフト「こなゆき ふるり〜柚子原町カーリング部〜」エンディングテーマ）
- プッチ（村田あゆみ） - Ever Rain（ニンテンドーDSゲームソフト「ピンキーストリート キラキラ☆ミュージックナイト」サウンドトラック収録）
- 四方小鳩（山本彩乃） - 乙女スクープ！（PS2ゲームソフト「ヒャッコ」キャラクターソング）
- 水野楓（井口裕香） - Happy Smile Lucky Girl（テレビアニメ「にゃんこい!」キャラクターソング）
- ナス☆シス  - エンジェル☆Chu♪Chu♪（ラジオ『ナス☆シスのお願い！ミッドナイトエンジェル』 オープニングテーマ）
- 嘉神川クロエ（後藤邑子） - Blue Moon（PS2ゲームソフト「メモリーズオフ6 〜T-wave〜」キャラクターソング）
- 飛鳥、斑鳩、葛城、柳生、雲雀（原田ひとみ、今井麻美、小林ゆう、水橋かおり、井口裕香） - 乱れ咲き（ニンテンドー3DSゲームソフト「閃乱カグラ」オープニングテーマ）
- 榊原ゆい - KoIGoRoMo（ニンテンドーDSゲームソフト『ケメコデラックス!DS 〜ヨメとメカと男と女〜』オープニングテーマ）
- ファンタズム（榊原ゆい） - 深淵のルミエラ
- 宮崎羽衣 - 希望の空（オンラインゲーム「キノスワールド〜騎士集結〜」オープニングテーマ）
- 宮崎羽衣 - 小夜月
- CHARIS - BEAUTY FLY